# Liste der olympischen Medaillengewinner aus Sambia
Das National Olympic Committee of Zambia wurde 1964 vom Internationalen Olympischen Komitee aufgenommen.

## Medaillenbilanz
Bislang konnten drei Sportler aus Sambia drei olympische Medaillen erringen (1 × Silber und 2 × Bronze).
| Sambia bei den Olympischen Sommerspielen                                       | Sambia bei den Olympischen Sommerspielen | Sambia bei den Olympischen Sommerspielen | Sambia bei den Olympischen Sommerspielen | Sambia bei den Olympischen Sommerspielen | Sambia bei den Olympischen Sommerspielen |      | Sambia bei den Olympischen Winterspielen | Sambia bei den Olympischen Winterspielen | Sambia bei den Olympischen Winterspielen | Sambia bei den Olympischen Winterspielen | Sambia bei den Olympischen Winterspielen | Sambia bei den Olympischen Winterspielen |
| Jahr                                                                           | Gold                                     | Silber                                   | Bronze                                   | Gesamt                                   | Rang                                     | Jahr | Gold                                     | Silber                                   | Bronze                                   | Gesamt                                   | Rang                                     |                                          |
| 1964                                                                           | 0                                        | 0                                        | 0                                        | 0                                        |                                          |      | 1964                                     | –                                        | –                                        | –                                        | –                                        | –                                        |
| 1968                                                                           | 0                                        | 0                                        | 0                                        | 0                                        |                                          |      | 1968                                     | –                                        | –                                        | –                                        | –                                        | –                                        |
| 1972                                                                           | 0                                        | 0                                        | 0                                        | 0                                        |                                          |      | 1972                                     | –                                        | –                                        | –                                        | –                                        | –                                        |
| 1976                                                                           | –                                        | –                                        | –                                        | –                                        | –                                        |      | 1976                                     | –                                        | –                                        | –                                        | –                                        | –                                        |
| 1980                                                                           | 0                                        | 0                                        | 0                                        | 0                                        |                                          |      | 1980                                     | –                                        | –                                        | –                                        | –                                        | –                                        |
| 1984                                                                           | 0                                        | 0                                        | 1                                        | 1                                        | 43                                       |      | 1984                                     | –                                        | –                                        | –                                        | –                                        | –                                        |
| 1988                                                                           | 0                                        | 0                                        | 0                                        | 0                                        |                                          |      | 1988                                     | –                                        | –                                        | –                                        | –                                        | –                                        |
| 1992                                                                           | 0                                        | 0                                        | 0                                        | 0                                        |                                          |      | 1992                                     | –                                        | –                                        | –                                        | –                                        | –                                        |
| 1996                                                                           | 0                                        | 1                                        | 0                                        | 1                                        | 61                                       |      | 1994                                     | –                                        | –                                        | –                                        | –                                        | –                                        |
| 2000                                                                           | 0                                        | 0                                        | 0                                        | 0                                        |                                          |      | 1998                                     | –                                        | –                                        | –                                        | –                                        | –                                        |
| 2004                                                                           | 0                                        | 0                                        | 0                                        | 0                                        |                                          |      | 2002                                     | –                                        | –                                        | –                                        | –                                        | –                                        |
| 2008                                                                           | 0                                        | 0                                        | 0                                        | 0                                        |                                          |      | 2006                                     | –                                        | –                                        | –                                        | –                                        | –                                        |
| 2012                                                                           | 0                                        | 0                                        | 0                                        | 0                                        |                                          |      | 2010                                     | –                                        | –                                        | –                                        | –                                        | –                                        |
| 2016                                                                           | 0                                        | 0                                        | 0                                        | 0                                        |                                          |      | 2014                                     | –                                        | –                                        | –                                        | –                                        | –                                        |
| 2020                                                                           | 0                                        | 0                                        | 0                                        | 0                                        |                                          |      | 2018                                     | –                                        | –                                        | –                                        | –                                        | –                                        |
| 2024                                                                           | 0                                        | 0                                        | 1                                        | 1                                        | 84                                       |      | 2022                                     | –                                        | –                                        | –                                        | –                                        | –                                        |
| Gesamt                                                                         | 0                                        | 1                                        | 2                                        | 3                                        |                                          |      | Gesamt                                   | 0                                        | 0                                        | 0                                        | 0                                        |                                          |
| \| \| Gold \| Silber \| Bronze \| Gesamt \| \| Ges. S+W \| 0 \| 1 \| 2 \| 3 \| |                                          |                                          |                                          |                                          |                                          |      |                                          |                                          |                                          |                                          |                                          |                                          |
|                                                                                | Gold                                     | Silber                                   | Bronze                                   | Gesamt                                   |                                          |      |                                          |                                          |                                          |                                          |                                          |                                          |
| Ges. S+W                                                                       | 0                                        | 1                                        | 2                                        | 3                                        |                                          |      |                                          |                                          |                                          |                                          |                                          |                                          |

## Medaillengewinner
| Name             | Sportart       | Jahr / Disziplin                                | Gold | Silber | Bronze | Gesamt |
| ---------------- | -------------- | ----------------------------------------------- | ---- | ------ | ------ | ------ |
| Samuel Matete    | Leichtathletik | 1996 in Atlanta: 400 m Hürden, Herren           | 0    | 1      | 0      | 1      |
| Keith Mwila      | Boxen          | 1984 in Los Angeles: Halbfliegengewicht, Herren | 0    | 0      | 1      | 1      |
| Muzala Samukonga | Leichtathletik | 2024 in Paris: 400 m, Herren                    | 0    | 0      | 1      | 1      |